# Championnat d'Espagne de hockey sur glace 1989-1990
Saison précédente Saison suivante
La saison 1989-1990 est la 16e saison du championnat d'Espagne de hockey sur glace. Cette saison, le championnat porte le nom de Superliga Española.

## Clubs de la Superliga 1989-1990
- FC Barcelone
- CH Boadilla
- ARD Gasteiz
- CH Jaca
- CG Puigcerdà
- Txuri Urdin

## Première phase

### Classement
| # | Club         | Joués | V | N | D | bp:bc  | +/-  | Points |
| - | ------------ | ----- | - | - | - | ------ | ---- | ------ |
| 1 | CG Puigcerdà | 10    | 8 | 1 | 1 | 114:34 | +80  | 17     |
| 2 | Txuri Urdin  | 10    | 8 | 1 | 1 | 119:36 | +83  | 17     |
| 3 | CH Jaca      | 10    | 7 | 0 | 3 | 76:40  | +36  | 14     |
| 4 | FC Barcelone | 10    | 4 | 0 | 6 | 65:57  | +8   | 8      |
| 5 | ARD Gasteiz  | 10    | 1 | 0 | 9 | 29:134 | -105 | 2      |
| 6 | CH Boadilla  | 10    | 1 | 0 | 9 | 11:123 | -112 | 2      |

La 1re phase sert à déterminer combien de fois chaque équipe sera amenée à recevoir durant la seconde phase. L'avantage est bien entendu donné au premier du classement, qui recevra plus souvent et qui affrontera plus souvent l'équipe classée dernière que l'équipe classée seconde.

## Phase finale

### Classement
| # | Club         | Joués | V  | N | D  | bp:bc   | +/-  | Points |
| - | ------------ | ----- | -- | - | -- | ------- | ---- | ------ |
| 1 | Txuri Urdin  | 16    | 14 | 1 | 1  | 178:58  | +120 | 29     |
| 2 | CH Jaca      | 16    | 11 | 0 | 5  | 120:62  | +58  | 22     |
| 3 | CG Puigcerdà | 16    | 8  | 1 | 7  | 133:76  | +57  | 16     |
| 4 | FC Barcelone | 16    | 6  | 0 | 10 | 102:101 | +1   | 12     |
| 5 | CH Boadilla  | 16    | 5  | 0 | 11 | 61:166  | -105 | 10     |
| 6 | ARD Gasteiz  | 16    | 3  | 0 | 13 | 54:185  | -131 | 6      |

### Meilleurs Pointeurs
Le Txuri Urdin est sacré Champion d'Espagne de hockey sur glace 1989-1990.